# Microphis retzii
Microphis retzii är en fiskart som först beskrevs av Pieter Bleeker 1856.  Microphis retzii ingår i släktet Microphis och familjen kantnålsfiskar. Inga underarter finns listade i Catalogue of Life.